# پایگاه هوایی الجویه
پایگاه هوایی الجویه (به عربی: قاعدة الوطیة الجویة) یک پایگاه هوایی در لیبی است.